# 원대철제범종
원대철제범종(元代鐵製梵鍾)은 인천광역시 연수구 옥련동, 인천광역시립박물관에 있는 고려시대의 범종이다. 1982년 3월 2일 인천광역시의 유형문화재 제3호로 지정되었다.

## 개요
이 범종은 일제강점기 태평양전쟁 당시 일제가 무기를 만들기 위해 부평에 조성하였던 인천육군조병창에 쌓여있던 것이다. 해방 이후 초대 관장인 이경성(李慶成,1919~2009)이 인천시립박물관 개관을 위해 1946년 인수해 왔다. 명문으로 미루어 이 종은 중국 원(元) 대덕 2년(大德 2年)에 허난성 루양현에서 주조된 것으로 보인다. 
종을 매달아 두는 용뉴(龍鈕)는 쌍룡(雙龍)으로 천판(天板)을 입으로 문 채 서로의 몸을 휘감고 있다. 종신(鐘身)은 안으로 잘록하게 살짝 휘어진 완만한 곡선 형태를 보이다 종구(鐘口)를 향해 벌어지면서 마무리된다. 천판과 종신의 경계 역시 완만한 곡선으로 이어져 있고, 연판문(蓮板文)이 돌아가며 새겨져 있는 가운데 원형의 구멍이 같은 간격을 두고 뚫려 있다. 종신은 상·하 이단으로 나뉘어 가로 방향의 돋을 선으로 공간을 크게 구획하였다. 상하단의 공간은 다시 여러 개의 돋을 선으로 가사문대(袈娑文帶)를 만들었으며, 그 안으로 명문을 새겨 놓았다. 이처럼 종신부 전체를 구획하여 명문을 새겨 넣는 것은 우리나라의 범종이 연봉우리를 조각하여 연곽(蓮廓)안에 두거나, 당좌(撞座)를 조각한 것과는 크게 다른 형식으로 중국 종의 특징이다. 종구의 끝 부분은 물결무늬(波狀形)를 보이고 있으며, 그 위로는 팔괘(八卦)무늬가 돌아가며 배치되었다.

## 참고 문헌
- 원대철제범종 - 국가유산청 국가유산포털